# Нойштадт-Глеве
Нойштадт-Глеве (нем. Neustadt-Glewe) — город в Германии, в земле Мекленбург-Передняя Померания.
Входит в состав района Людвигслуст. Подчиняется управлению Нойштадт-Глеве. Население составляет 6547 человек (на 31 декабря 2010 года). Занимает площадь 93,91 км². Официальный код — 13 0 54 081.
Город подразделяется на 8 городских районов.

## Фотографии
- Ратуша
- Замок
- Замок
- Школа